# BRTOS
BRTOS é um Sistema Operativo de Tempo-Real (Real Time Operating System em Inglês) para microcontroladores de pequeno porte.

## Detalhes Técnicos
Escalonamento: Preemptivo com recurso a Prioridades

Numero Máximo de Tarefas: 32 

Recursos de Gerenciamento: Mutex, Semáforos, Filas 

## Portes Oficiais
Freescale Kinetis (ARM Cortex-M4)

Freescale Coldfire V1

Freescale HCS08 

NXP LPC11xx (ARM Cortex-M0)

Renesas RX600 (RX62N)

Texas Instruments MSP430

Atmel ATMEGA328/128 

Microchip PIC18

## Requisitos Minimos
Memória RAM: 100 bytes
Memória de Programa: 2 kilobytes